# Unicode補完計畫
Unicode補完計畫（Unicode-at-on，簡稱UAO，官方網站使用的識別系統用字是Unicode補完計画）是台灣電腦使用者針對大五碼（Big-5）延伸的紊亂、以及微軟Code Page 950（Microsoft Windows內建的Big-5轉碼表）未收錄某些常用字（又稱缺字問題）以及缺乏對於倚天中文系統、中國海字集延伸中的簡體中文、日文假名與日文漢字支援等問題所採取的其中一種解決方案（參看大五碼#影響）。透過對Code Page 950的修改，使得原始採用簡體中文或日語的內容，在複製至ANSI架構的程式時能轉換為Unicode補完計畫字集下的對應字元，而不會造成缺字的問題（詳細字元請參看字元的來源）。它是一個自由軟體。

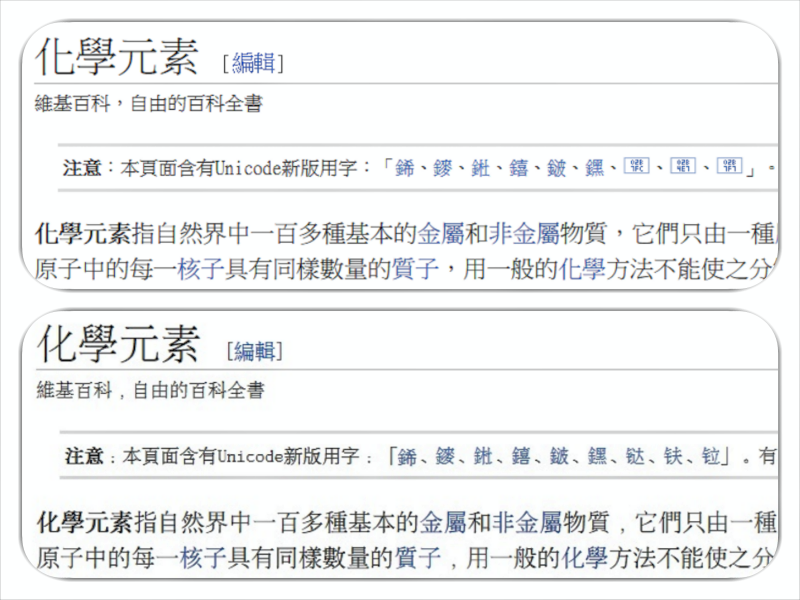
除了系統支援，使用者亦需安裝相關字型才可正確顯示文字。

要留意的是「Unicode補完計畫」不等於Unicode。當有人說「我已安裝Unicode」，通常是將「Unicode補完計畫」和Unicode混為一談。
「Unicode補完計畫」也不是用來解決軟體顯示亂碼的問題。電腦內要有相關的字型（例如支援整個Unicode漢字的字型），才能在電腦顯示器看到。因為「Unicode補完計畫」只包含編碼轉換表，並不包括字型在內。而有些日語程式裝在Windows XP所出現的亂碼問題，應使用Microsoft AppLocale等程式去作內部轉換。

## 背景與原理
「Unicode補完計畫」的原理是把大五碼造字區的區位和Unicode的相關字元作雙向對應，以達到無須借助外字集、也能使大五碼文件或檔名使用原先欠缺的漢字。
由於大五碼僅收錄13,060個漢字，對不少使用者而言確實不足夠，例如日語假名、人名、香港粵語字、科學用的特殊字等等都欠缺。長久以來解決這種問題的方式都是加裝各種外字集，例如櫻花輸入法（支援日語假名）、中國海字集、香港增補字符集（HKSCS）等。但目前世界的潮流是以使用包含最多字數的Unicode為目標。以外字集收錄字符根本難以作為資料交換之用，除非對方也安裝了該外字集。
在預設狀態下，作業系統字碼表中，大五碼造字區是和「Unicode造字區」作雙向對應的，也就是說當電腦讀取到某個原先是落在造字區的內碼時，電腦會去讀取與其相對應的Unicode造字區字元。結果是，由於不是每人電腦內的Unicode造字區都使用同一造字檔案，所以把外字集的用字傳送給其他人時，對方若無安裝相同的外字集，就不能看到裡面的內容。
「Unicode補完計畫」試圖以修改作業系統字碼表的方式以解決問題。它把大五碼造字區的字元對應到相關的Unicode編碼。與造字不同的是，「Unicode補完計畫」讓這些字元保持了雙向流通性。在補完後的電腦上，當這些字元從大五碼轉變到Unicode儲存後，它們全都會被對應到正確的Unicode位置上，之後即使是對於沒有安裝補完計畫的電腦使用者，只要他的系統和程式支援Unicode，在讀取這些文字時，就完全沒有問題。

## 作業平台
「Unicode補完計畫」修改作業系統中的字碼表，處理Unicode和非Unicode字碼的對應。「Unicode補完計畫」首先是在以Unicode架構為核心的微軟Windows NT（包括Windows 2000和Windows XP）作業系統上開發，之後又支援了以ANSI架構為核心的Windows 98和Windows Me。
Linux也有另外的使用者，開發Linux版的補完計畫。
Palm上也有另外的使用者，開發對應的補完計畫：
- CJKOS版本 （页面存档备份，存于）
- 掌龍版本 （页面存档备份，存于）

### Unicode架構的Windows
包括Windows 2000、Windows XP、Windows Server 2003，與未來的Windows系列。
修改的檔案：
- $SYSDIR\C_950.nls：Unicode與Big-5的對照表
- 如果使用者有安裝Microsoft AppLocale，安裝程式會將$WINDIR\AppPatch\AppLoc.tmp以一個同名的空白唯讀檔案取代。
- 如果使用者沒有安裝Microsoft AppLocale，安裝程式會直接產生一個空白的唯讀檔案：$WINDIR\AppPatch\AppLoc.tmp。

### ANSI架構的Windows
包括Windows 98、Windows ME。
修改的檔案：
- $SYSDIR\CP_950.nls：檔案總管顯示時使用的轉碼表
- $SYSDIR\unicode.bin：負責跟檔案系統操作相關的轉碼表（註：把$sysdir\unicode.bin刪除並重新開機後，系統會使用最原始的預設代碼頁437顯示，在這情況下所有存在於檔名中的中文字都會以『__』顯示，這包括大部份的桌面捷徑和幾乎整個『開始』功能表）
- $SYSDIR\GDI.exe在顯示字型時，取得字型的檔案（將代碼頁內碼依此檔內含之轉碼表轉換成Unicode碼，再以此Unicode碼到TrueType字型檔中提取字型）

註：
- $SYSDIR是代表某路徑的一個變數，在Windows XP預設是C:\WINDOWS\system32，在Windows 2000預設是C:\WINNT\system32，在Windows 98和Windows ME預設是C:\WINDOWS\system。
- $WINDIR也是一個路徑變數，在Windows 98、Windows ME和Windows XP預設是C:\WINDOWS，Windows 2000預設是C:\WINNT。

## 字元的來源
在「Unicode補完計畫」的第2版中，字元的基本來源是參照「中國海字集」，再加上中國海字集所遺漏的簡體中文、日語和部分香港用字而成。
「Unicode補完計畫」的2.40 Alpha 3版，除了大五碼原有的符號和漢字外，共收錄了4,916個漢字及漢字偏旁、日語的半形及全形假名、俄語西里爾字母等，涵蓋了在GB 2312（不是GBK或GB 18030）、JIS X 0208之中出現的所有漢字，和香港增補字符集之中，Unicode碼落在U+4E00至U+9FA5中 （即Unicode 1.1版定義）的漢字。（因編碼空間不足的關係，並不收錄在香港增補字符集的Unicode擴充漢字）

## 使用上的問題
「Unicode補完計畫」原先的立意是避免利用造字，以達成擴充Big-5的目的：但由於Unicode環境尚未成熟、以及使用者的誤用，「Unicode補完計畫」有時反而為使用者本身──甚至其他使用者──帶來其他的麻煩。

### 網頁交換
這是「Unicode補完計畫」使用者可能會影響到其他使用者的最大問題。
一般的網頁瀏覽器或電子郵件客戶端，在使用者打出非該軟體顯示畫面預設編碼（例如寫一封用大五碼作編碼的信件）的字元時，軟體會自動把這些字元轉換成Unicode參照碼，例如「堃」會被自動轉換成「&#22531;」；然而在補完後的電腦，由於即使打出的是原非大五碼預設的字元，也會被認為是大五碼的字元（裝了「Unicode補完計畫」的系統，在對照字碼表後，發現當中有這個字），因此就不會被轉換。這也就是說，其他使用者不一定能看見該使用者所打的字──除非他們也有裝「Unicode補完計畫」。於是這反而與「Unicode補完計畫」的創立宗旨背道而馳：原先避免以外字集解決缺字的「Unicode補完計畫」，反而變成另一套外字集。解決方案是，當使用者安裝「Unicode補完計畫」時，會獲得一份「HTML外字相容轉換器」（另外也有網路版），可以直接把原本不屬於大五碼的字元轉換為參照碼；接下來只要使用這份夾雜着參照碼的文件，就能讓其他使用者也見到這些字元。另一種做法是，像推廣櫻花輸入法一樣推廣「Unicode補完計畫」，使其也變成一種人人使用的非官方標準。然而最終的解決方案是放棄大五碼，將網頁或信件直接改用Unicode編碼。

### 新舊檔名
這是原櫻花輸入法使用者會面臨的問題。
在未安裝「Unicode補完計畫」的電腦，當使用者使用櫻花輸入法為檔案命名時，儲存在電腦內的檔名雖然是Unicode編碼，卻是在「Unicode造字區」內的字碼；而補完後的電腦，由於字碼表已被修改，這些檔案名稱在Unicode架構的程式的檢視下，就會變成空白；而對於ANSI架構的程式（例如ACDSee、Winamp等），甚至會變成無法存取的亂碼。這就表示甚至連ANSI架構的作業系統（例如整個Windows 98）都無法存取該檔案。另外還有一個問題：若電腦是未安裝「Unicode補完計畫」的ANSI架構作業系統，以上的狀況就會剛好相反（以Unicode架構的作業系統則無此問題）。
解決方案：Unicode補完計畫內附一個檔名轉換程式，可以把造字區檔名和Unicode檔名互換，但僅能在Unicode架構的作業系統下使用；ANSI架構作業系統的使用者必須要手動改檔名。另一個比較有效率的作法：如果是雙系統的使用者，可以直接在Unicode架構的作業系統下使用改檔名程式，讓ANSI架構的作業系統使用。

### 其他問題
- Unicode補完計畫的編碼不相容於香港增補字符集的編碼，兩者只能擇其一。簡單來說，即使Unicode補完計畫與香港增補字符集均有某一個字，但因這個字在大五碼中的位置不相同，故那個字只能在Unicode的環境下交換，不能直接透過大五碼交換。
- Unicode補完計畫會使用到使用者造字區；也就是說如果使用者有自造字，這些字可能會不見。

PS：如果使用者的自有造字放在Unicode補完計畫提供的「造字保留區：0xFA40～0xFA63」內的話，則不在此限。
- 有人表示補完計畫會讓Internet Explorer的自動選擇網頁編碼準確度下降，但是無法證實。
- 在安裝補完計畫後，Microsoft FrontPage在處理Big5編碼網頁時會運作不正常（包括：存檔會當掉導致檔案大小歸零內容遺失），但是如果FrontPage是處理Unicode網頁，就能正常運作。

PS：這個問題只有在使用者的Windows其「非Unicode程式語系」是「正體中文」的情況下才會發生。
- 對於不是使用系統字碼表的軟體──例如Mozilla Firefox等跨平台瀏覽器或Java軟體──補完計畫會無效，這些軟體需要「個別補完」（例如有些社群版的Firefox，就有將補完後的字碼表編譯進去）。
- Windows 98的細明體字形（mingliu.ttc）比起Windows Me / 2000 / XP的版本來得舊。舊版字形有不少缺字情況；使用者必須在新版Windows中，複製細明體去更新Windows 98的字形檔案。
- Windows 98 / Me的使用者需要再安裝「中國海字集」，才能正常顯示純文字檔案。
- 由於Windows XP Service Pack 2改進了系統檔案保護的能力，而補完計畫需要變更一個系統檔案，故當出現一個視窗，詢問是否要還原此系統檔案時，使用者必須選擇「不還原」此檔案，才能安裝成功。

## 不屬於Unicode補完計畫但內建其字碼表的軟體
- PieTTY：SSH與Telnet客戶端程式。
- OpenPCMan：Telnet客戶端程式。
- Firefox 2.0版：網頁瀏覽器。（Big5→Unicode單向使用Unicode補完計畫字碼表。）[2][3]